# (6917) 1993 FR2
(6917) 1993 FR2 là một tiểu hành tinh vành đai chính. Nó được phát hiện bởi Satoru Otomo ở Takane, Yamanashi, Nhật Bản, ngày 29 tháng 3 năm 1993.